# Saxifraga nathorstii
Saxifraga nathorstii là một loài thực vật có hoa trong họ Saxifragaceae. Loài này được (Dusén) Hayek miêu tả khoa học đầu tiên năm 1905.